# 樂樂溪橋
樂樂溪橋，又名客城鐵橋，是位於中華民國（台灣）花蓮縣源城溪、台30線與樂樂溪上的一座雙線電氣化鐵路橋樑，屬於臺灣鐵路管理局臺東線，連接花蓮縣玉里鎮玉里車站與富里鄉東里車站。此橋為了配合東部鐵路改善計畫工程將玉里—安通—東里（南側）間路線截彎取直，於2004年完工，並於2007年3月30日通車。

## 概要
樂樂溪橋分別橫跨源城溪、台30線、樂樂溪北岸農田與樂樂溪，自北端起設計2座紅色下承式鋼拱橋（每座長80公尺），拱橋南側銜接高架陸橋，合計長1,682公尺，再跨越樂樂溪（810公尺）後，全長達2,492公尺。拱橋及其前後橋段由晉欣營造承包，鋼拱部分由起重機吊裝，再鎖上19條PC鋼鉸索，2004年9月29日竣工。陸橋段及跨溪橋梁則由光盛營造承攬，採支撐先進工法施工，單柱體橋墩，最深基樁27公尺，為上承式之空心梁橋，2004年6月25日竣工，橋梁配合玉里=東里新站間新路線，於2007年3月30日開通。
本橋北端拱橋（客城一號橋、客城二號橋）橋面鋪設傳統道碴式軌道，而拱橋以南的陸橋段與跨溪段橋面則鋪設彈性基鈑軌道。
2010年，交通部鐵路改建工程局預先在樂樂溪橋架設電車線之電桿。
2014年6月28日，交通部鐵路改建工程局完成包含本橋在內的花蓮～臺東間花東鐵路電氣化
，本橋電桿始增設懸臂組與電車線。

### 名景
由於樂樂溪橋北端是兩座紅色拱橋，搭配花東縱谷翠綠稻田景色或季節性花海，景觀開闊且易達性佳，已成為鐵道迷及攝影愛好者的熱門景點。

### 災害
樂樂溪橋於2022年9月18日14時44分15.2秒台東地震主震之災害概況：
- 客城一號橋北側軌道嚴重挫屈（K85+010～K85+350）。
- 客城二號橋南橋台（K85+360）位置軌道挫屆，毀損嚴重。
- P62～P69橋墩、帽梁損壞嚴重。
- 陸橋銜接跨越樂樂溪之K87+292橋段約300公尺鋼軌挫屈。

相較於受損最嚴重的新秀姑巒溪橋，在樂樂溪橋受損部分，臺鐵局採用補強併同鋼鈑整體包覆橋墩方式，一次性進行加固，縮短工期至100天內完成，經試運轉及路線壓力通過測試後，包含本橋在內的玉里—東里—富里路段提前於同年12月28日恢復通車。